# Gianni Gebbia
Gianni Gebbia (Palermo, 1 maart 1961) is een Italiaanse jazzsaxofonist en -klarinettist van de modern creativejazz en de nieuwe improvisatiemuziek.

## Biografie
Gebbia is autodidact en begon zijn muziekcarrière in tal van Siciliaanse orkesten en in jamsessies met bezoekende Amerikaanse muzikanten. Tijdens de jaren 1970 en vroege jaren 1980 begon hij te experimenteren met geïmproviseerde muziek. In 1980 verbleef hij een jaar in New York en werkte hij samen met muzikanten uit het loftcircuit. Eind jaren 1980 nam hij zijn eerste albums op onder zijn eigen naam voor de labels Soundevent en Spasc(h). In 1990 nam hij deel aan de Berlijnse Total Music Meeting en speelde hij o.a. met muzikanten als Steve Lacy en Lindsay Cooper. Van 1989 tot 1992 werkte hij met zijn Gianni Gebbia Group en Gianni Gebbia Trio, waaronder Lelio Giannetto en Vittorio Villa. Hij werkte ook samen met Pino Minafra, Ernst Reijseger en Massimo Simonini. In 1991 werkte hij samen met drummer Günter 'Baby' Sommer en bassist Peter Kowald, met wie hij in 1992 het album Cappuccini Klang voor Spasc(h) opnam. In 1996/1997 trad hij op in Japan, de Verenigde Staten en Canada. In 2001 werd het album Pronto des Trios van Xavier Garcia, Gianni Gebbia en Nils Wogram gemaakt voor Intakt Records. In 2003 werkte hij met zijn Trionacria met bassist Vincenzo Vasi en drummer Francesco Cusa, in 2008 met Yuko Oshima en Marcos Fernandes.
Gebbia werkte ook met talloze danstheatergroepen (waaronder Masaki Iwana, Tadashi Endo, Antonio Carallo, Julie Stanzak, Yves Musard), dichters (Alberto Masala), videoartiesten (Salvo Cuccia), film- en theaterregisseurs zoals Raúl Ruiz, Roberto Andò en Jérôme Savary.
Gedurende zijn carrière heeft Gebbia gewerkt met tal van muzikanten uit het internationale jazz- en avant-garde muziekcircuit, zoals Benoît Delbecq, Xavier Garcia, Giorgio Occhipinti, Heiner Goebbels, David Moss, Yoshihide Otomo, Fred Frith, Anatoli Wapirow, Wladimir Tarassow, Jean-Marc Montera, Tiziano Popoli, Dominique Regef, Louis Sclavis, Jim O'Rourke, Glen Velez, Noël Akchoté, Antonello Salis, Sergei Kurjochin, Han Bennink en Elliott Sharp.
In 1997 en 1998 was hij artistiek leider van het Palermo di Scena Festival en het Curva Minore Festival. Gianni Gebbia heeft ook gewerkt als auteur voor Italiaanse en internationale muziekbladen zoals Musica Jazz, Improjazz, Jazz Hot, Jazz Magazine, Jazz Podium en hij schreef voor The New York Times en Il manifesto. Gianni Gebbia gaf seminaries aan de Sonoma State University in Californië en aan het Mills College in Oakland.

## Discografie
- 1987: Gianni Gebbia (Soundevent)
- 1990: Outland (Splasc(h))
- 1993: Pan  Eros (MP) met Glen Velez
- 1993: Cappuccini Klang (Splasc(h)) met Peter Kowald, Günter 'Baby' Sommer
- 1995: The Kaos Legend (Leo Records) met het Giorgio Occhipinti Ensemble
- 1996: Body Limits – solo for alto saxophone (Splasc(h))
- 2002: Xavier Garcia / Gianni Gebbia / Nils Wogram Pronto! (Intakt Records)
- 2005: Gianni Gebbia, Lukas Ligeti, Massimo Pupillo The Williamsburg Sonatas
- 2007: Gianni Gebbia – Damon Smith – Weasel Walter Lichens (ugEXPLODE)
- 2009: L'Edera, il Colle, e la Nebbia (Setola di Maiale) met Stefano Giust, Xabier Iriondo
- 2014: Prospero (objet-a)
- 2016: Gianni Gebbia, Garth Powell, Damon Smith: People in Motion